# باول جاكسون جونيور
باول جاكسون جونيور (بالإنجليزية: Paul Jackson, Jr.)‏ هو عازف قيثارة وعازف جاز أمريكي، ولد في 30 ديسمبر 1959 في لوس أنجلوس في الولايات المتحدة.

## وصلات خارجية
- الموقع الرسمي
- باول جاكسون جونيور على موقع IMDb (الإنجليزية)
- باول جاكسون جونيور على موقع ميوزك برينز (الإنجليزية)
- باول جاكسون جونيور على موقع أول ميوزيك (الإنجليزية)
- باول جاكسون جونيور على موقع ديسكوغز (الإنجليزية)